# Corps Bremensia

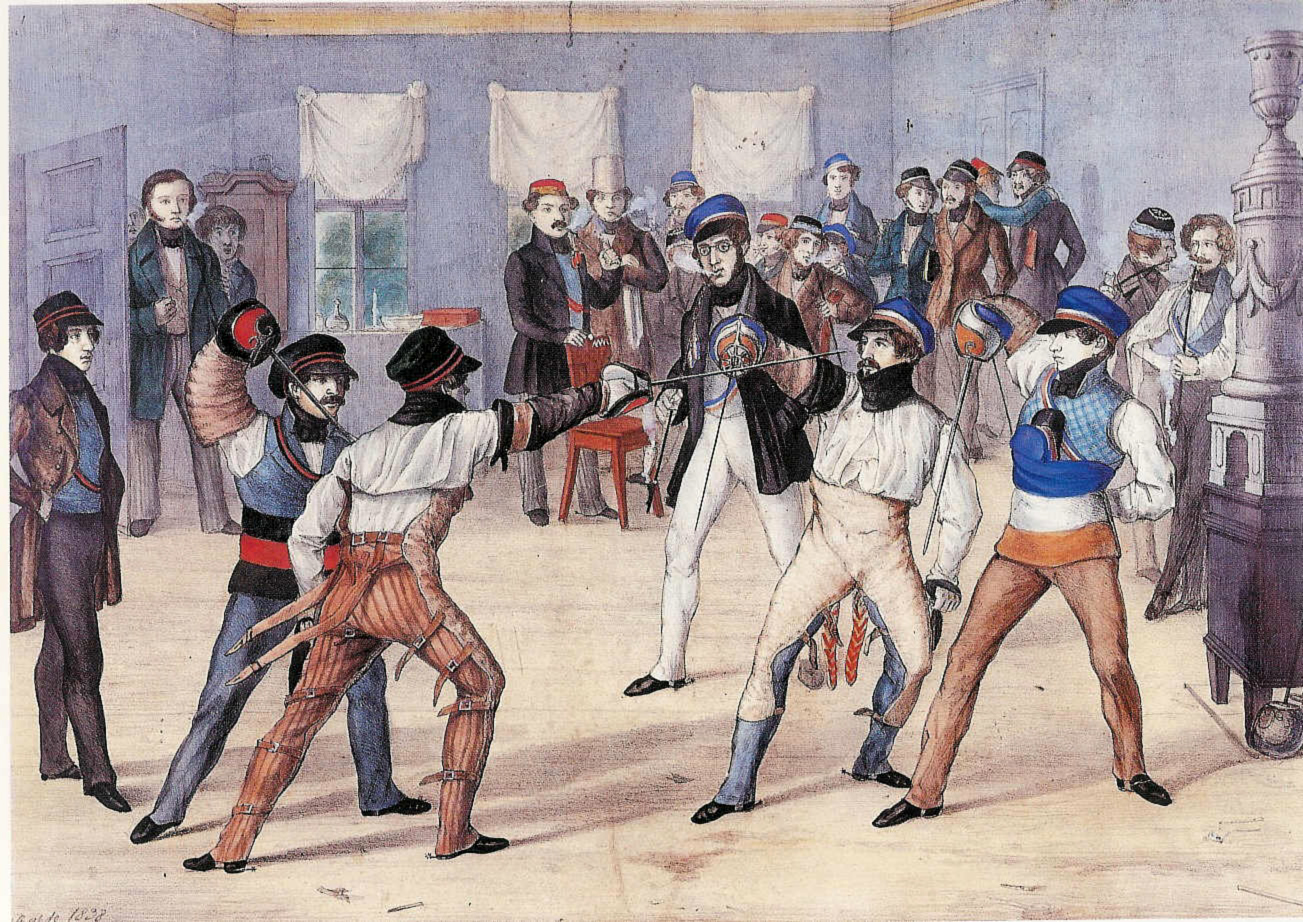
Mensur Bremensia (à gauche) contre Nassovia, Göttingen 1837

Le Corps Bremensia Göttingen est une fraternité étudiante fondée sous sa forme actuelle en 1812. Le corps portant couleur (de), contrairement à la plupart des autres corps, n'a plus de mensur depuis 1971. Elle regroupe des étudiants et anciens étudiants de l'Université de Göttingen. Les membres du corps sont appelés « Bremenser ».

## Couleur
Bremensia porte les couleurs rouge-vert-noir avec des couleurs d'or, et porte une casquette étudiante (de) verte. Comme les corps du Göttinger SC, auquel Bremensia appartient jusqu'en 1971, les renards ne portent pas de ruban.
En plus des couleurs, les armoiries du corps montrent les clés croisées de la principauté archiépiscopale de Brême, la croix pointue du diocèse de Verden et les pattes d'ours du comté de Hoya. Ces territoires sont la patrie de la Bremensia, ils désignent donc le territoire d'origine de la Bremensia à l'époque où celle-ci est encore constituée en association de pays, c'est-à-dire avant la fondation du Corps.
Le rouge et le vert remontent aux uniformes de la chevalerie du duché de Brême (de), le noir est ajouté lors de la dissolution de Frisia dans Bremensia.

## Histoire

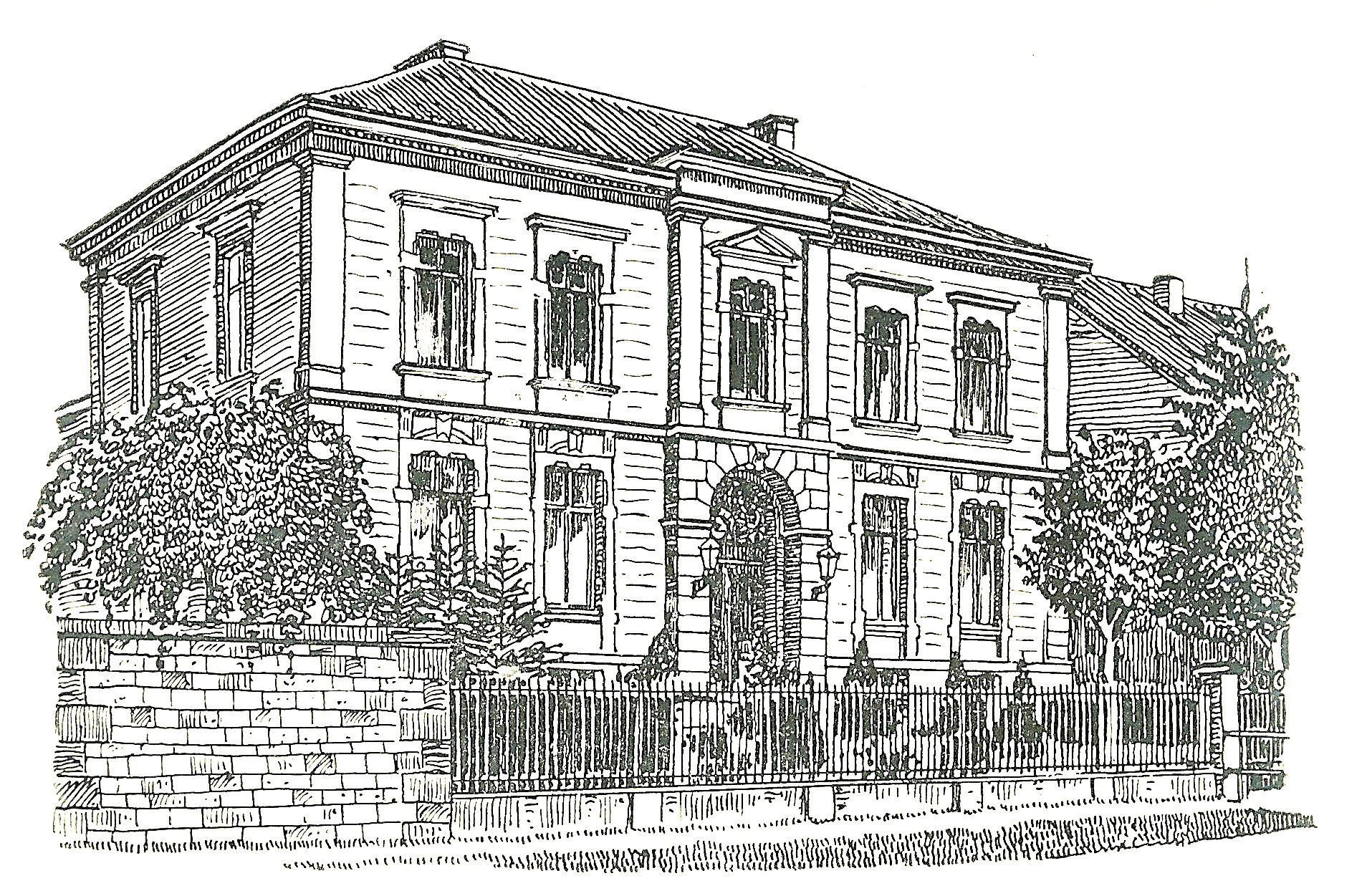
Maison du Corps Bremensia dans le Reinhäuser Landstr. 23 (dessin vers 1910), architecte Heinrich Gerber

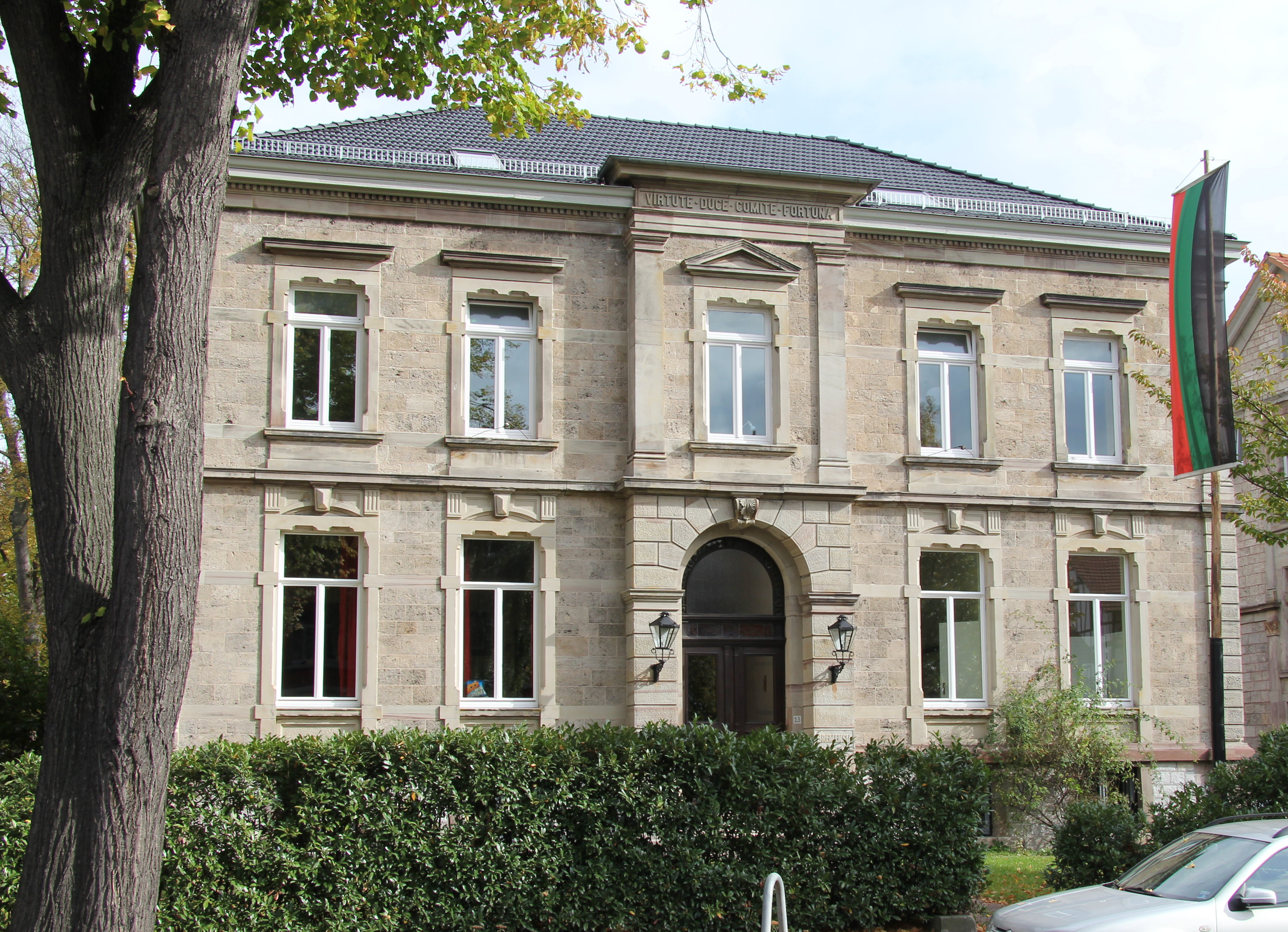
Maison de la Bremensia aujourd'hui (photo de 2012)

Les étudiants de l'université de Göttingen, qui résident dans les duchés de Brême-et-Verden, sont affectés au canton de Guestphalia jusqu'en 1811. Le 25 février 1811, les Brémois se séparent des Westphaliens et forment leur propre club, qui n'est tout d'abord pas reconnu comme membre à part entière par le Senioren-Convent de Göttingen (qui, selon le Comment de 1809, ne doit pas être composé de plus de cinq Landsmannschaften). Ce n'est qu'après une modification du Comment qu'ils sont admis au sein du SC le 20 juin 1812.
En 1932 Bremensia préside le faubourg du KSCV. Avant 1971, il fait partie du cercle vert (de) du KSCV.

### Procès des mensurs de Göttingen
En 1951, un membre de la Bremensia est impliqué dans le procès des mensurs de Göttingen. La plainte et l'accusation de ce membre, ainsi que le procès qui s'y est déroulé et qui est allé jusqu'à la Cour fédérale de justice, aboutissent à ce que la question juridique de la punissabilité de ce que l'on appelle « l'escrime académique » soit clarifiée par la plus haute juridiction : L'accusé a alors été acquitté.

### Débat sur l'escrime
À la fin des années 1960, dans le contexte d'un paysage universitaire modifié, le Bremensia CC, avec les convents actifs d'autres corps du KSCV, poursuit l'objectif de réévaluer la pratique des mensurs en tant qu'obligation, dans le contexte d'un paysage universitaire en mutation. Jusqu'à présent, l'idée principale de la discipline obligatoire est que l'étudiant se prépare à assumer des responsabilités dans des postes élevés de la profession et de la société en faisant ses preuves dans la discipline.
Du point de vue de beaucoup - y compris les étudiants actifs et inactifs du corps - les événements des deux guerres mondiales et le comportement des étudiants du corps sous le Troisième Reich sont appropriés pour remettre en question le lien entre la probation dans le mensur et plus tard dans la vie. Cependant, la discussion sur les avantages et les inconvénients du maintien de la mensur obligatoire commene dans les fraternités étudiantes dès la République de Weimar.
À cela s'ajoutent les changements profonds des opérations actives par rapport aux conditions d'avant-guerre, lorsque l'escrime était encore à son apogée, était pratiquée à un haut niveau technique et l'individu devait endurer un nombre beaucoup plus important de mensurs. Enfin, le débat sur l'escrime au sens large est aussi lié aux bouleversements provoqués par le mouvement de 1968.
Lorsqu'un débat général sur la question de la mensur dans ce sens ne peut pas être réalisé au niveau de l'association, la Bremensia démissionne du convent des anciens de Göttingen en 1971 après une discussion interne détaillée du corps, similaire au corps du cartel Suevia Tübingen (de), Vandalo-Guestphalia et le Rhenania Straßburg dans leur SC. Dans le cas du Bremensia, du Suevia et du Vandalo-Guestphalia, cette étape est suivie par les anciens du corps en quittant l'association des anciens élèves du corps. Ce faisant, ils correspondent à leur tradition selon laquelle le convent actif représente l'autorité décisive pour l'ensemble du corps. Depuis lors, les membres de ces corps n'ont frappé aucune échelle de détermination sur leurs couleurs.
Par la suite, les associations amies de la Bremensia restées au sein de la KSCV adoptent pour la plupart le point de vue selon lequel les relations sont liées à l'appartenance à l'association et aux principes de l'association comme l'attachement à la mensur. C'est pourquoi ils rompent largement les contacts officiels avec les milieux non-battants, les relations subsistent mais sont considérées comme suspendues. Officieusement, des rencontres ont lieu et continuent d'avoir lieu, notamment avec les Jenenser (de) et parfois aussi avec les Franconia de Munich (de). En 2010, le cartel a fêté ses 150 ans avec Suevia Tübingen.

## Membres

### Princes
- Frédéric de Waldeck-Pyrmont
- Guillaume II de Wurtemberg (1848-1921), roi de Wurtemberg de 1891 à 1918

### Députés et ministres
- August Barnstedt (de) (1793-1865), conseiller judiciaire principal, député du parlement oldenbourgeois (de)
- Heinrich Biedenweg (de) (1811-1880), député de la chambre des représentants de Prusse
- Wilhelm von Borries (de) (1802-1883), ministre de l'Intérieur du royaume de Hanovre
- Friedrich von Bothmer (de) (1796-1861), ministre de l'Éducation du royaume de Hanovre
- Georg von Brandis (de) (1847-1904), administrateur de l'arrondissement de Schwerin-sur-la-Warthe, député de la chambre des représentants de Prusse
- Karl von Buchka (de) (1885-1960), député du Bundestag, administrateur de l'arrondissement de Blumenthal (de), de l'arrondissement de Kehdingen (de) et de l'arrondissement de Goldap
- Gerhard von Buchka (de) (1851-1935), président du Conseil colonial, député du Reichstag
- Karl Burckhardt-Iselin (de) (1830-1893), avocat et homme politique suisse
- Hermann von Dassel (de) (1860-1936), vice-président du tribunal régional supérieur hanséatique, député du Bürgerschaft de Hambourg
- Bill Drews (1870-1938), ministre prussien de l'Intérieur, président du district de Köslin et administrateur de l'arrondissement d'Oschersleben-sur-la-Bode (de)
- Otto von Düring (de) (1807-1875), ministre hanovrien de la Justice
- Heinrich Georg Ehrentraut (de) (1798-1866), Hofrat, chercheur privé, député du parlement oldenbourgeois
- Theodor Erdmann (de) (1795-1893), président de district du grand-duché d'Oldenbourg
- Carl Erxleben (de) (1815-1882), sénéchal du district d'Aurich, membre de l'Assemblée des États du royaume de Hanovre
- Gottlieb Wilhelm Freudentheil (de) (1792-1869), député du Parlement de Francfort
- Karl Theodor Gravenhorst (de) (1810-1886), député du Parlement de Francfort
- Friedrich Bernhard von Hagke (de) (1822-1874), administrateur de l'arrondissement de Weißensee (de), député du Reichstag
- Leo von Hagke (de) (1849-1919), colonel, député de la chambre des représentants de Prusse
- Ernst von Hammerstein-Loxten (1827-1914), ministre prussien de l'Agriculture et administrateur de l'arrondissement de Bersenbrück (de)
- Friedrich von Heimburg (de) (1859-1935), chef de la police de Wiesbaden, député de la chambre des représentants de Prusse et administrateur de l'arrondissement de Biedenkopf (de) et de l'arrondissement de Wiesbaden
- Gustav von Heyer (de) (1839-1923), président du district de Stade (de) et du district de Liegnitz, député du Reichstag
- Ludwig Holle (de) (1855-1909), ministre prussien de l'Éducation
- Theodor Ferdinand Hurtzig (de) (1833-1911), directeur de la Hanoverian Boden-Kredit-Bank, député de la chambre des représentants de Prusse
- Carl Lücke (de) (1863-1934), administrateur de l'arrondissement d'Oppeln (de), député de la chambre des représentants de Prusse
- Eduard Christian von Lütcken (de) (1800-1865), ministre-président du royaume de Hanovre
- Carl Alexander von Martius (de) (1838-1920), industriel, député de la chambre des seigneurs de Prusse
- Carl Christoph Merkel (de) (1799-1877), député du Parlement de Francfort
- Eduard Meyer (de) (1817-1901), président du Sénat au tribunal de grande instance de Celle, conseiller général, député de la chambre des seigneurs de Prusse
- Georg Friedrich Mölling (de) (1796-1878), député du Parlement de Francfort
- Friedrich Wilhelm Möhring (de) (1797-1875), bailli à Delmenhorst, député du parlement oldenbourgeois
- Alexander Müller (de) (1828-1910), député de la chambre des représentants de Prusse
- Hermann Pogge (de) (1831-1900), député du Reichstag
- Georg Quaet-Faslem (de) (1872-1927), médecin, député du parlement de l'État libre de Prusse
- Bernhard Rodewald (de) (1806-1874), capitaine d'arrondissement, député de la chambre des représentants de Prusse
- Wilhelm Theodor Roscher (de) (1818-1892), président du tribunal régional, député de la seconde chambre de l'Assemblée des États du royaume de Hanovre, député de la chambre des représentants de Prusse
- Heinrich Roscher (de) (1825-1894), juge de district, député de la chambre des représentants de Prusse
- Julius von Soden (1846-1921), fonctionnaire colonial, chef du cabinet du roi de Wurtemberg, ministre des Affaires étrangères
- Karl Stackmann (de) (1858-1943), administrateur de l'arrondissement de Wetzlar, député de la chambre des représentants de Prusse
- Ludwig Stackmann (de) (1850-1903), juge de district à Göttingen, député de la chambre des représentants de Prusse
- Louis Victor Stegemann (de) (1830-1884), député du Reichstag
- Harry von Trampe (de) (1799-1875), président de la première chambre de l'Assemblée des États du royaume de Hanovre
- Georg Wellstein (1849-1917), juge, député de la chambre des représentants de Prusse, député du Reichstag
- Carl Zedelius (1800-1878), président du parlement oldenbourgeois

### Fonctionnaires communaux
- Heinrich Brüning (de) (1836-1920), maire de Minden et Osnabrück, député de la chambre des seigneurs de Prusse
- Georg Calsow (de) (1857-1931), maire de Göttingen
- August Heinroth (de) (1875-1967), député à plein temps de Gelsenkirchen
- Wilhelm Holle (de) (1866-1945), maire d'Essen
- Hermann Piecq (de) (1859-1920), maire de Mönchengladbach

### Médecins et naturalistes
- Adolf Bacmeister (de) (1882-1945), médecin-chef, médecin de la flotte
- Gerhard von dem Busch (de) (1791-1868), médecin et traducteur
- Carl Flügge (1847-1923), hygiéniste
- Friedrich Grelle (de) (1835-1878), mathématicien
- Wolfgang Heubner (de) (1877-1957), pharmacologue
- Adolf Jenckel (de) (1870-1958), chirurgien
- Carl Krause (de) (1797-1868), directeur de l'Ober-Medical-Kollegium du royaume de Hanovre
- Ferdinand Lohmeyer (de) (1826-1911), chirurgien
- Eilhard Mitscherlich (1794-1863), chimiste
- Carl Oberg (de) (1853-1923), pédiatre
- Wilhelm Plagge (de) (1794-1845), pharmacologue
- Wilhelm Rieder (de) (1893-1984), chirurgien
- Hans Schlange (de) (1856-1922), chirurgien à Berlin et Hanovre

### Industriels
- Fritz Delius (de) (1887-1957), directeur
- Hans Fusban (de) (1885-1972), membre du conseil d'administration de Gelsenkirchener Bergwerks-AG et Vereinigte Stahlwerke
- Hans-Lothar von Gemmingen-Hornberg (1893-1975), industriel
- Ludwig Holle (de) (1888-1972), membre du conseil d'administration et liquidateur du syndicat du charbon de Rhénanie-Westphalie
- Donatus Kaufmann (de) (né en 1962), directeur
- Walther Langen (de) (1857-1912), banquier

### Juges et juristes
- Christian von Bar (de) (né en 1952), avocat civil à Osnabrück
- Wolfgang Bonde (1902-1945), avocat, résistant contre le national-socialisme
- Karl von Bülow (de) (1834-1910), président du Sénat à la cour impériale
- Günther von Bünau (de) (1844-1899), conseiller à la Cour impériale
- Melchior von der Decken (de) (1886-1953), président du Sénat au tribunal régional supérieur hanséatique
- Friedrich Jung (de) (1890-1978), procureur général à la Cour suprême, président du tribunal régional supérieur de Breslau
- George Meyer (de) (1828-1889), conseiller à la Cour impériale
- Heinrich Müller (de), conseiller à la Cour impériale
- Erich von Reden (de) (1840-1917), président du Sénat au tribunal régional supérieur de Celle, député du Reichstag
- Benno Sabarth (de) (1849-? ), conseiller à la Cour impériale
- Eberhard Schmidt-Aßmann (de) (né en 1938), avocat constitutionnel à Bielefeld et Heidelberg

### Fonctionnaires et militaires
- Ludwig Beckhaus (de) (1887-1957), administrateur de l'arrondissement de Lennep, de l'arrondissement de Prignitz-de-l'Est (de) et de l'arrondissement de Köslin (de)
- Franz Behrend (de) (1864-1918), administrateur de l'arrondissement de Lyck
- Alwin Bielefeldt (de) (1857-1942), fonctionnaire ministériel à l'Office des assurances du Reich, pionnier du jardinage familial
- Eugen Boelling (de) (1887-1944), administrateur de l'arrondissement de Pillkallen
- Ernst von Bothmer (de) (1841-1906), diplomate
- Karl von Bothmer (de) (1799-1852), conseiller judiciaire hanovrien et député du Parlement de Francfort
- Karl von Buchka (de) (1856-1917), fonctionnaire impérial
- Friedrich von Bülow, haut président de la province de Posnanie-Prusse-Occidentale, président du district de Bromberg et administrateur de l'arrondissement du duché de Lauenbourg
- Hans Joachim von Busse (de) (1896-1946), administrateur de l'arrondissement de Rummelsburg-en-Poméranie
- Friedrich von der Decken (de) (1802-1881), grand propriétaire terrien, ministre du royaume de Hanovre
- Louis von Engelbrechten (de) (1818-1893), directeur général de la police de Hanovre, capitaine d'arrondissement à Gronau
- Georg von Fabrice (de) (1830-1908), sénéchal mecklembourgeois
- Hans Faust (de) (1894-1974), président du district de Kattowitz, directeur ministériel, administrateur de l'arrondissement de Landsberg-sur-la-Warthe (de)
- Carl von Frese (de) (1861-1942), administrateur de l'arrondissement d'Emden
- Karl von Gemmingen-Hornberg (1857-1935), président du district de Lorraine
- Richard Giese (de) (1876-1978), fonctionnaire ministériel à l'administration financière
- Adolf Goetze (de) (1837-1920), administrateur de l'arrondissement de Stade, directeur du Landeskreditanstalt à Hanovre
- Karl Gosling (de) (1868-1921), administrateur de l'arrondissement de Weener
- Karl Haenlein (de) (1837-1896), administrateur de l'arrondissement de Bergzabern
- Fred Hagedorn (de) (1875-1940), secrétaire d'État, administrateur de l'arrondissement de Schleswig (de)
- August von Harling (de) (1840-1886), administrateur de l'arrondissement de Bleckede (de)
- Kurt Magnus (1887-1962), pionnier de la diffusion
- Karl von Marcard (de) (1857-1900), administrateur de l'arrondissement de Soltau et de l'arrondissement de Gersfeld
- Carl Detlev Marschalck von Bachtenbrock (de) (1802-1864), sénéchal à Aurich
- Theodor Meyer (de) (1806-1893), administrateur de l'arrondissement de Norden et de l'arrondissement de Leer
- Hugo Müller-Otfried (de) (1860-1933), administrateur de l'arrondissement de Bleckede (de)
- Heinrich Noeldechen (de) (1858-1938), administrateur de l'arrondissement de Fritzlar (de)
- Bernhard Penner (de) (1890-1933), administrateur de l'arrondissement de Tilsit-Ragnit
- Max Peters (de) (1878-1934), administrateur de l'arrondissement de Lyck
- Adolf von Prollius (de) (1861-1942), diplomate
- Karl von Rumohr (de) (1900-1967), administrateur de l'arrondissement de Wittgenstein (de) et de l'arrondissement d'Iserlohn (de) président de l'Office fédéral de l'administration
- Robert Scharmer (de) (1862-1940), fonctionnaire du ministère
- Helmuth von Schele (de) (1858-1922), administrateur de l'arrondissement de Naumbourg
- Carl Christian Schmid (de) (1886-1955), secrétaire d'État, député du Reichstag, président du district de Düsseldorf et administrateur de l'arrondissement d'Hanau (de)
- Cirk Heinrich Stürenburg (de) (1798-1858), conseiller et avocat
- Hans Ukert (1857-1930), président de district de Liegnitz, administrateur de l'arrondissement de Schwerin-sur-la-Warthe, de l'arrondissement de Posen-Ouest (de) et de l'arrondissement de Hildesheim
- Conrad von Wedemeyer (de) (1870-1947), administrateur de l'arrondissement de Franzburg-Barth
- Karl Wermuth (1804-1867), chef de la police de Hanovre
- Peter Friedrich von Willemoes-Suhm (de) (1816-1891), administrateur de l'arrondissement de Rendsburg (de) et de l'arrondissement de Segeberg
- Ernst von Windheim (de) (1891-1946), administrateur de l'arrondissement de Guhrau et de l'arrondissement de Guben (de)
- Horst von Windheim (1886-1935), administrateur de l'arrondissement de Winsen, de l'arrondissement de Gardelegen (de) et de l'arrondissement de Wanzleben
- Ludwig von Windheim (1857-1935), haut président des provinces de Hesse-Nassau, de Prusse-Orientale et de Hanovre
- Ernst von Wrisberg (1862-1927), général, récipiendaire de Pour le Mérite

### Autres
- Carl Manfred Frommel (de) (1884-1938), chef du corps étudiant, publiciste et historien étudiant
- Georg Hartwig (de) (1840-1927), théologien luthérien, surintendant général, abbé de Loccum
- Justus Alexander Saxer (de) (1801-1875), théologien protestant, surintendant général de Brême-Verden
- Bodo Voigts (de) (1844-1920), président du Consistorial à Hanovre, président de l' Oberkirchenrat à Berlin